# Рэкет (телесериал, 1997)
«Рэкет» (итал. «Racket») — криминальная драма-триллер режиссера Луиджи Перелли 1997 года о противостоянии жителей тихого итальянского городка рэкету, появившемуся с освобождением из тюрьмы и приездом Винченцо Груммо — одного из лидеров преступной группы, действовавшей на Юге страны, осужденного на три года заключения.

## Сюжет
Главный герой сериала Гвидо Джероза — бывший полицейский — давно отошел от дел и владеет рестораном в тихом и спокойном городке на севере Италии, где никогда не было характерного для юга разгула преступности. Однако в город приезжает после отбытия заключения главарь мафиозного клана Винченцо Груммо и решает заняться рэкетом в этом городе, рассчитывая на легкую наживу. В городе начинаются взрывы, избивают предпринимателей, сыну владельца продуктового склада ломают ноги, делая его инвалидом.
Гвидо видит, что спокойная жизнь городка нарушена, и с помощью местного комиссара полиции Тони начинает сопротивляться насилию. Однако силы полиции весьма ограничены, а вскоре Гвидо в ходе совместной с комиссаром операции по компрометированию главаря мафии Груммо и вовсе остается один — комиссара убивает жестокий преступник с наклонностями маньяка — Рико Де Беллис, заодно тяжело ранив его напарницу Анну.
Гвидо по просьбе Груммо, проникшегося к нему доверием, дает приют брату его жены Анджело, обвиняемому в убийстве. Однако Анджело, своевольный, избалованный и жестокий член мафиозной семьи с Юга, насилует дочь Гвидо, Гвидо избивает его и сдает полиции, в результате чего сам оказывается под арестом, где едва избегает гибели, так как в тюрьме быстро становится известно, что он бывший полицейский. Однако вскоре все выясняется, Джероза дает показания против Груммо, и под арестом оказывается уже он. Но оставшийся на свободе Рико сжигает ресторан и убивает маленького сына Гвидо Луку...
Семья Гвидо рушится, жена не хочет его видеть, дочь Сандра после изнасилования впала в психическое расстройство. Все, что ему остается — это месть. Взяв в сообщники Анну, он проводит расследование, по завершении которого Груммо и крупный международный наркоделец Коломбо арестованы с поличным при совершении сделки на 60 миллиардов, затем он захватывает и Рико Де Беллиса. Семья в ответственный момент снова воссоединяется, но из Интерпола приходит известие о том, что мафия объявила Гвидо целью №1, назначила 100000 долларов за его смерть. Гвидо вынужден немедленно скрыться, чтобы не подвергать опасности своих близких.

## В ролях
- Микеле Плачидо —  Гуидо Джероза
- Фиоренца Македжани — Мара (жена Гуидо)
- Николе Гримаудо — Сандра (дочь Гуидо)
- Маттео Урциа — Лука (сын Гуидо)
- Марко Вивио — Никола (парень Сандры)
- Массимо Бонетти — Тони (комиссар полиции)
- Джузи Катальдо — Анна (инспектор полиции)
- Стефан Данаилов — Винченцо Груммо
- Катерина Ветрова — Алида (жена Груммо)
- Адриано Паппалардо — Рико Де Беллис
- Дарио Д'Амбрози — Дарио
- Франко Интерленги — Капоторто